# Río Elbuzd
El río Elbuzd (del ruso: Эльбу́зд) es un río del krai de Krasnodar y del óblast de Rostov, en el sur de Rusia, afluente por la izquierda del Kagalnik, que vierte sus aguas en el mar de Azov. Discurre por el territorio del raión de Kushchóvskaya del krai y por los raiones de Yegorlykskaya, Zernograd y Azov del óblast. Su nombre deriva del de un príncipe circasiano.

## Curso
Tiene 55 km de longitud. Nace en las tierras bajas de Kubán-Priazov, en la localidad de Obiedienni y discurre en su primer tramo en dirección oeste, dejando en su curso Vishniovka, Svetloréchnoye, Novoaleksándrovski, Boldinovka (donde recibe por la derecha un pequeño arroyo en el que se halla Vodiani), Guliái-Borísovka, Irínovka, Bolshiye Elbúzdovskiye, Glebovka, Osenni, Nizhneglebovka, Ilínskoye, Poltavski (donde recibe un afluente por la izquierda y gira hacia el norte), Alekséyevskoye (donde recibe por la derecha las aguas del Rososh), pasa por Elbuzd, Kayalski y Novotroitskoye, uniéndose al Kagalnik antes de que este llegue a Samárskoye.